# Rodolphe III de Saxe
Rodolphe III, né avant 1367 à Wittemberg et mort le 11 juin 1419 en Bohême, est un prince de la maison d'Ascanie, fils de l'électeur Venceslas de Saxe. Il a été duc de Saxe-Wittemberg et prince-électeur de 1388 à sa mort.

## Biographie

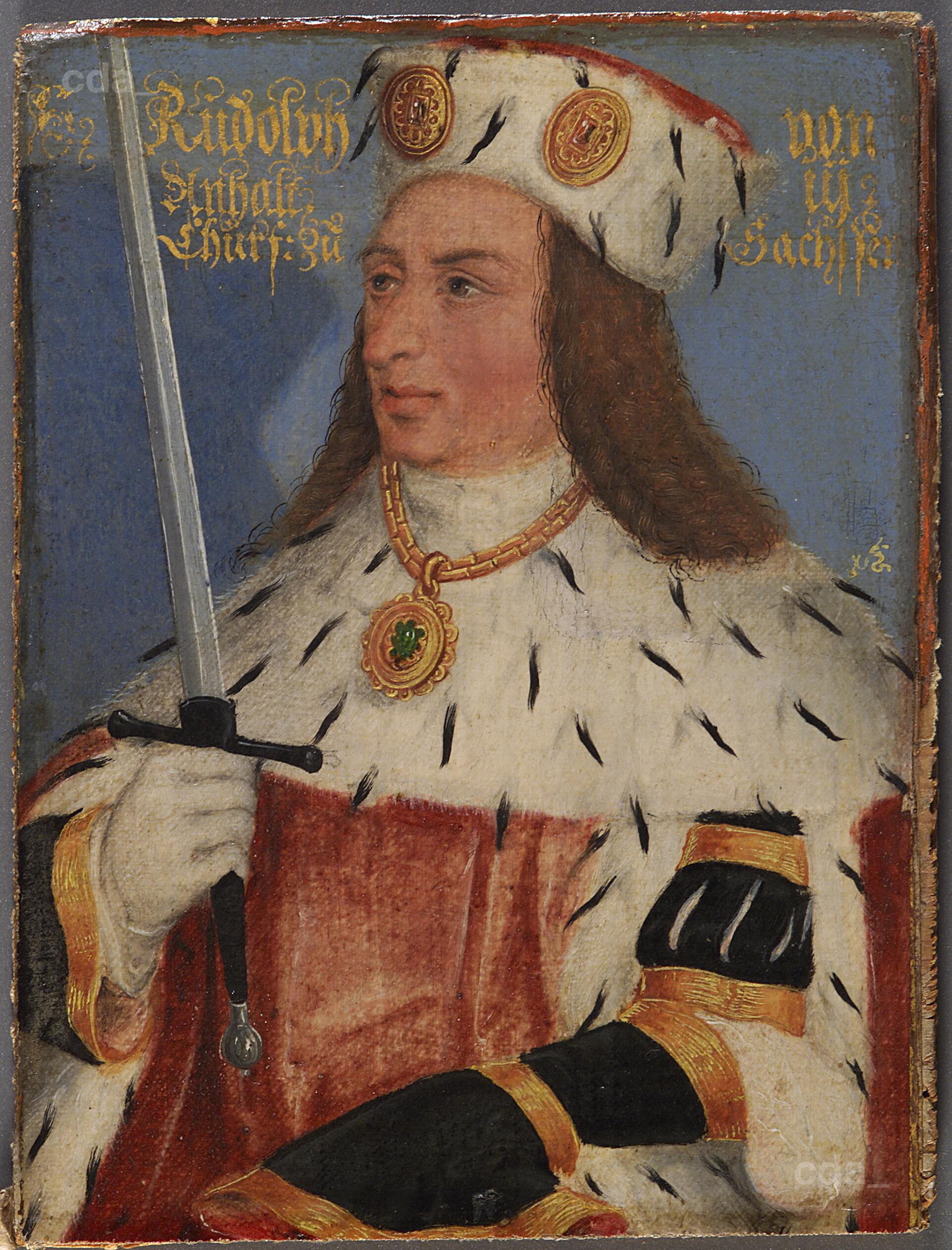
Portrait de Rodolphe III, Lucas Cranach le Jeune, vers 1580.

Il est le fils aîné de Venceslas, électeur de Saxe à partir de 1370, et de son épouse Cécile (1356-1432), fille de Francesco da Carrara, seigneur de Padoue. Son père est impliqué dans la guerre de Succession de Lunebourg où les efforts des princes ascaniens sont voués à l'échec.
Rodolphe III reprend la tête de la Saxe-Wittemberg après la mort de son père en 1388. Au désavantage de son duché, il est en conflit durant de nombreuses années avec l'archevêque de Magdebourg. Il attribue de nombreux revenus à l'abbaye Toussaint (Allerheiligen) de Wittemberg. En 1400, il participe à l'élection de Robert du Palatinat au roi des Romains à Rhens. En 1411, il soutient l'élection de Sigismond de Luxembourg.
Rodolphe prend part aux croisades contre les hussites après la défenestration de Prague en 1419, lorsqu'il est envoyé en Bohême par le roi pour y rétablir le calme et meurt en chemin, vraisemblablement empoisonné[réf. nécessaire]. Il est enseveli au couvent franciscain de Wittemberg. Aujourd'hui sa tombe se trouve dans l'église du château de Wittemberg.
Son frère cadet Albert III lui succède.

## Union et Postérité
Rodolphe épouse en 1387 ou 1389 Anne (morte en 1395), la fille du landgrave Balthazar de Thuringe et, en deuxièmes noces, en 1396, Barbara (it) (morte en 1436), la fille du duc Robert Ier de Legnica. Il a cinq enfants:
- Scholastique († 1463), épouse du duc Jean Ier de Sagan ;
- Rodolphe († 1406) ;
- Venceslas († 1407) ;
- Sigismund († 1407) ;
- Barbara (de) (1405-1465), épouse du margrave Jean IV de Brandebourg-Culmbach.

## Sources
- (de) Cet article est partiellement ou en totalité issu de l’article de Wikipédia en allemand intitulé « Rudolf III. (Sachsen-Wittenberg) » (voir la liste des auteurs).